# محمود بن عمر التنبكتي
محمود بن عمر بن محمد أقيت الصِّنهاجي التُّنْبُكْتي  (1463 - 18 أكتوبر 1548) (868 - 16 رمضان 955) فقيه مالكي وقاضي ومؤرخ سونغاوي. من أهل تمبكتو وقد عاصر أسكيا محمد. تولى قضاء في تمبكتو سنة 1498 حتى وفاته. واشتغل بالتدريس. له «تاريخ الفتّاس في أخبار البلدان والجيوش وأكابر الناس». توفي عن 85 عامًا وخلّفه أولاده في القضاء.

## سيرته
هو أبو الثناء و أبو المحاسن محمود بن عمر بن محمدِ أقيت بن عمر بن علي بن يحيى الكرمنيُّ الصِّنهاجي المسوفي. ولد سنة 868 هـ / 1463م في تُنبُكت. تولى قضاء في بلده سنة 904/ 1498 م «فيتَشدِّد في الأمور ويتوخى العدل في الأحكام فيَقمع أهل الفساد». واشتغل بالتدريس وكان في الغالب يقرئ المُدوّنة والرسالة لابن أبي زيد ومختصر خليل.

وفي سنة 915 هـ/ 1510 كان في الحج، وقد لقي في مصر في أثناء طريقه نفرًا من العلماء، ثم عاد إلى بلاده واستمر بالتدريس والقضاء. حتى توفي يوم 16 رمضان 955/ 18 أكتوبر 1548 وخلّفه في القضاء أولاده الثلاثة: محمد والعاقبُ وعمر. 

كان من فقهاء المالكية، عالِم بلاد التكرور، ومُدّرسها وفقيها وإمامها. وهو الذي أدخل مختصر خليل والمدونة إلى بلاد السودان الغربي. وكان مصنّفًا. قال عنه أحمد بابا التمبكتي في كتابه « نيل الابتهاج بتطريز الديباج»: «كان، رحمه اللَّه، على ما أخبرني به والدي، ذا فهم ثاقب وذهن صاف واقد، فهامًا دراكًا من دهاة الناس وعقلائهم، تولى القضاء بعد أبيه فساعدته السعادة فنال ما شاء من دولة ورياسة تفيأ منها ظلًا ظليلًا واكتسب من الدنيا عريضًا وطولًا، له تعليق على رجز المغيلي في المنطق. أخذ عنه والدي البيان والمنطق وتوفي في صفر سنة ثلاث وسبعين، السنين مولده سنة تسع وتسعمائة.» 

## آثاره
من مؤلفاته:
- تقييد على مختصر خليل
- «تاريخ الفتّاس في أخبار البلدان والجيوش وأكابر الناس ووذكرُ وقائع التكرورِ وعظائم والأمور وتفريقِ أنساب العبيد والأحرار»، بدأ هذا الكتاب سنة 925 هـ/ 1519 م ثم حفيده ابن المختار أتّمه إلى سنة 1076 هـ/ 1599 م. وفيه يختلط التاريخ بالقصص الشعبي وبالخرافات أيضًا. وهو نفسه يقول إنه كان في هذه الروايات أشياءٌ لا يصدقها العقل. برغم ذلك، له قيمة تاريخية بوصفه أول سجلّ تاريخي عن بلاد السودان الغربي وصل إلى المكتبة العربية والإسلامية، وعنى بتحقيقه ونشره آدم بمبا في 2012، (ردمك 9789933232078).